# Casa Contelui de Mercy
Casa Contelui de Mercy, cunoscută și drept Palatul Mercy este un monument istoric aflat pe teritoriul municipiului Timișoara.

## Istoric
Pe locul palatului, în anii 1720 s-a construit Casa Generalatului („Generalatul Vechi”), în care a fost reședința lui Claudius Florimund de Mercy, fost guvernator al Banatului timp de 11 ani după cucerirea Cetății Timișoara de către habsburgi. De-a lungul timpului, clădirea a fost și reședința episcopului catolic și sediul Tribunalului Provincial.
Clădirea inițială era mult mai mică decât cea actuală și era orientată oblic față de actuala tramă stradală, care în 1720 încă nu era trasată. Neavând perspective, a fost lăsată să se degradeze, iar în 1779 a fost demolată. Terenul respectiv a rămas mult timp viran, abia în 1812 este menționată pe planurile orașului clădirea actuală, „Casa Comitatului și Închisoarea”.
Actual, clădirea aparține ALCOM SA și găzduiește birouri și spații comerciale.

## Descriere
Clădirea este una cu parter și etaj, construită în stil neoclasic. Poarta este încadrată de coloane ionice duble, care susțin balconul de la etaj.